# 화개산성
화개산성(華蓋山城)은 인천광역시 강화군 교동면 고구리 산145번지 일원에 있는 산성이다. 1986년 4월 1일 강화군의 향토유적 제30호 고구려 산성지로 지정되었다가, 2017년 12월 20일 화개산성으로 명칭이 변경되었다.

## 개요
교동도의 제일 높은 화개산 위에 지어진 내·외성을 갖춘 산성이다. 총길이 2,168m에 이르는 포곡식 산성으로 남쪽은 산정상부의 절벽을 성벽으로 이용하고, 북쪽은 화개산의 북록에 걸쳐 전체적으로 남북으로 길게 축조되어 있다.
화개산성의 최초 축조시기에 대해 알려진 바는 없으며, 명종 10년(1555년) 최세운이 증축하고, 선조 24년(1591년)에 이여양이 외성을 철거하여 읍성을 축조하는데 사용하였으며, 영조 13년(1737년)에 개축하여 군창을 두었다는 기록이 보인다.

## 같이 보기
- 화개산